# Ovillejo
Un ovillejo (término derivado de ovillo) es una estrofa que consta de diez versos agrupados en dos secciones de seis y cuatro respectivamente. La primera sección consta de tres pareados de pie quebrado, formados cada uno por una pregunta en octosílabo y su respuesta en trisílabo a modo de eco, siempre con rima consonante. Los cuatro últimos versos forman una redondilla que resume el sentido de los versos anteriores mediante el mecanismo retórico de la diseminación y la recolección, correspondiendo la diseminación a los pareados y la recolección a la redondilla, de forma que el verso final recoge las tres palabras utilizadas en los trisílabos o pies quebrados. La rima de los versos 5 y 6 debe ser la misma que la de los versos 7 y 10 para que ambas partes se unan. Por tanto, el esquema métrico es el siguiente: 8a3a8b3b8c3c8c8d8d8c.
También hay fuentes posteriores a Cervantes, primer escritor en cultivar el ovillejo, que llaman así a una composición que combina endecasílabos y heptasílabos en versos pareados, como la realizada por Sor Juana y su antecesor Jacinto Polo de Medina.

## Historia
Los primeros ovillejos conocidos los escribió Cervantes. Concretamente, en La ilustre fregona y en el capítulo XXVII del Quijote. A continuación se reproduce uno de ellos:
¿Quién mejorará mi suerte?
¡La muerte!
Y el bien de amor, ¿quién le alcanza?
¡Mudanza!
Y sus males, ¿quién los cura?
¡Locura!
Dese modo no es cordura
querer curar la pasión,
cuando los remedios son
muerte, mudanza y locura.
Con posterioridad, los usaron sor Juana Inés de la Cruz, José Zorrilla, Rubén Darío, Eduardo Marquina y Pedro Muñoz Seca, entre otros. En la actualidad, Fray Josepho abunda en ellos en clave humorística, con fines de sátira política. También se usa en el canto improvisado de los payadores de Chile (Juan Carlos Bustamante) y en Brasil (Paulo de Freitas Mendonça).

Un ejemplo del otro tipo de composición en pareados de heptasílabos y endecasílabos sería esta composición de Sor Juana Inés de la Cruz:
El pintar de Lisarda la belleza,
en que a sí se excedió naturaleza,
con un estilo llano,
se me viene a la pluma y a la mano.
Y cierto que es locura
el querer retratar yo su hermosura,
sin haber en mi vida dibujado,
ni saber qué es azul o colorado,
qué es regla, qué es pincel, obscuro o claro,
aparejo, retoque ni reparo.
El diablo me ha metido en ser pintora;
dejémoslo, mi musa, por ahora,
a quien sepa el oficio;
mas esta tentación me quita el juicio,
y sin dejarme pizca,
ya no sólo me tienta, me pellizca,
me cozca, me hormiguea,
me punza, me rempuja y me aporrea.
Yo tengo de pintar, dé donde diere,
salga como saliere,
aunque saque un retrato
tal, que después le ponga: aquéste es gato.

[...] Inundación Castálida